# Jasione orbiculata
Jasione orbiculata là loài thực vật có hoa trong họ Hoa chuông. Loài này được Griseb. ex Velen. mô tả khoa học đầu tiên năm 1891.